# Walter Gyllenbögel
Walter Leonard Gyllenbögel, född 14 januari 1893 i Kauhajoki, död 24 november 1969, var en finländsk jurist. 
Gyllenbögel, som var son till kronofogde Karl Gyllenbögel och Alma Rosenlund, blev student 1913, avlade högre rättsexamen 1924, blev juris kandidat 1946 och juris licentiat 1948. Han blev extra stadsfiskal i Helsingfors 1926, vicehäradshövding 1927, yngre justitierådman vid Helsingfors rådhusrätt 1933 samt var äldre justitierådman och avdelningsordförande 1945–1962. Han var biträdande sekreterare hos stadsfullmäktige i Helsingfors 1928–1930, sekreterare i den av statsrådet tillsatta Sjöarbetskommittén 1941–1943 och 1946–1948, kanslerssekreterare vid Åbo Akademi 1950–1958 och suppleant i Ålandsdelegationen från 1953.